# Carmen Boekarest
Carmen Boekarest is een Roemeense voetbalclub uit de hoofdstad Boekarest. 

## Geschiedenis
De club werd in 1937 opgericht door de zakenman Dumitru Mociorniță onder de naam Mociorniță Boekarest. In 1938 nam de club de naam Mociorniță-Colțea Boekarest aan. De club speelde in 1938/39 in de tweede klasse en werd daar laatste. In 1940 werd de naam Carmen Boekarest aangenomen. 
In 1942/43 nam de club deel aan het officieuze kampioenschap tijdens de Tweede Wereldoorlog en werd tiende. Het volgende seizoen werd de club voorlaatste, enkel Venus deed het nog slechter. Door de oorlog werd er twee seizoenen geen competitie gespeeld en toen de competitie hervatte in 1946/47 bereikte de club verrassend de tweede plaats achter IT Arad. 
In de zomer van 1947 werd de club door de communistische regering ontbonden. De officiële reden was dat Carmen de Sovjetclub Dinamo Tbilisi unfair behandeld had in een vriendschappelijke wedstrijd. De eigenlijke reden was dat de Roemeense voetbalbond een plaats nodig had in de hoogste klasse voor de nieuwe legerclub ASA Boekarest (later Steaua). 
De spelers verdeelden zich onder de andere clubs uit Boekarest of gingen bij het nieuw opgerichte  Pielari / Flacăra Roșie spelen, dat in de derde klasse van start ging.
In 2017 werd de club heropgericht en begon in de Liva IV. In de zomer van 2019 kocht de eigenaar van Carmen de club Sportul Snagov en fuseerde beide clubs. Door financiële problemen werd de club in 2020 opnieuw ontbonden. 

## Bekende (oud-)spelers
- Norberto Höfling
- Angelo Niculescu
- Nicolae Simatoc